# 연곡로
연곡로(Yeongok-ro)는 경기도 양주시 백석읍 홍죽교차로 에서 연곡1교차로 까지 연결하는 도로이다.

## 주요 경유지
경기도
- 양주시 (백석읍)

## 노선
| 이름         | 접속 노선                        | 소재지 | 소재지 | 비고 |
| ------------ | -------------------------------- | ------ | ------ | ---- |
| 홍죽 교차로  | 국가지원지방도 제39호선 (권율로) | 양주시 | 백석읍 |      |
| 연곡2 교차로 | 월암로                           | 양주시 | 백석읍 |      |
| 연곡1 교차로 | 지방도 제360호선 (부흥로)        | 양주시 | 백석읍 |      |